# Chengdu Tiancheng
Maillots
Le Chengdu Tiancheng Football Club (en chinois : 成都天诚足球俱乐部), plus couramment abrégé en Chengdu Tiancheng, est un ancien club chinois de football fondé en 1996 et disparu en 2015, et basé dans la ville de Chengdu, dans la province du Sichuan.

## Historique
- 1996 : fondation du club sous le nom de Chengdu Wuniu
- 2000 : le club est renommé Chengdu Wuniu Guotang
- 2002 : le club est renommé Chengdu Taihe
- 2005 : le club est renommé Chengdu Blades
- 2014 : le club est renommé Chengdu Tiancheng

## Bilan saison par saison

### Bilan sportif
| Saison | D1  | Points | Journée | Vic. | Nuls | Déf. | B.P. | B.C. | Diff. |
| ------ | --- | ------ | ------- | ---- | ---- | ---- | ---- | ---- | ----- |
| 2008   | ... | ...    | ...     | ...  | ...  | ...  | ...  | ...  | ...   |

### Palmarès
| Compétitions nationales                                                                                         |
| --- |
| - Championnat de Chine D2 : - Vice-champion : 2007 et 2010. - Championnat de Chine D3 : - Vice-champion : 1997. |

## Personnalités du club

### Présidents du club
- Jia Yi
- Xu Hongtao

### Entraîneurs du club
- Don O'Riordan